# Bobkabata kabatabobbus
Bobkabata kabatabobbus is een eenoogkreeftjessoort uit de familie van de Chondracanthidae. De wetenschappelijke naam van de soort is voor het eerst geldig gepubliceerd in 1990 door Hogans & Benz.